# Taufstein der Klosterkirche Lippoldsberg

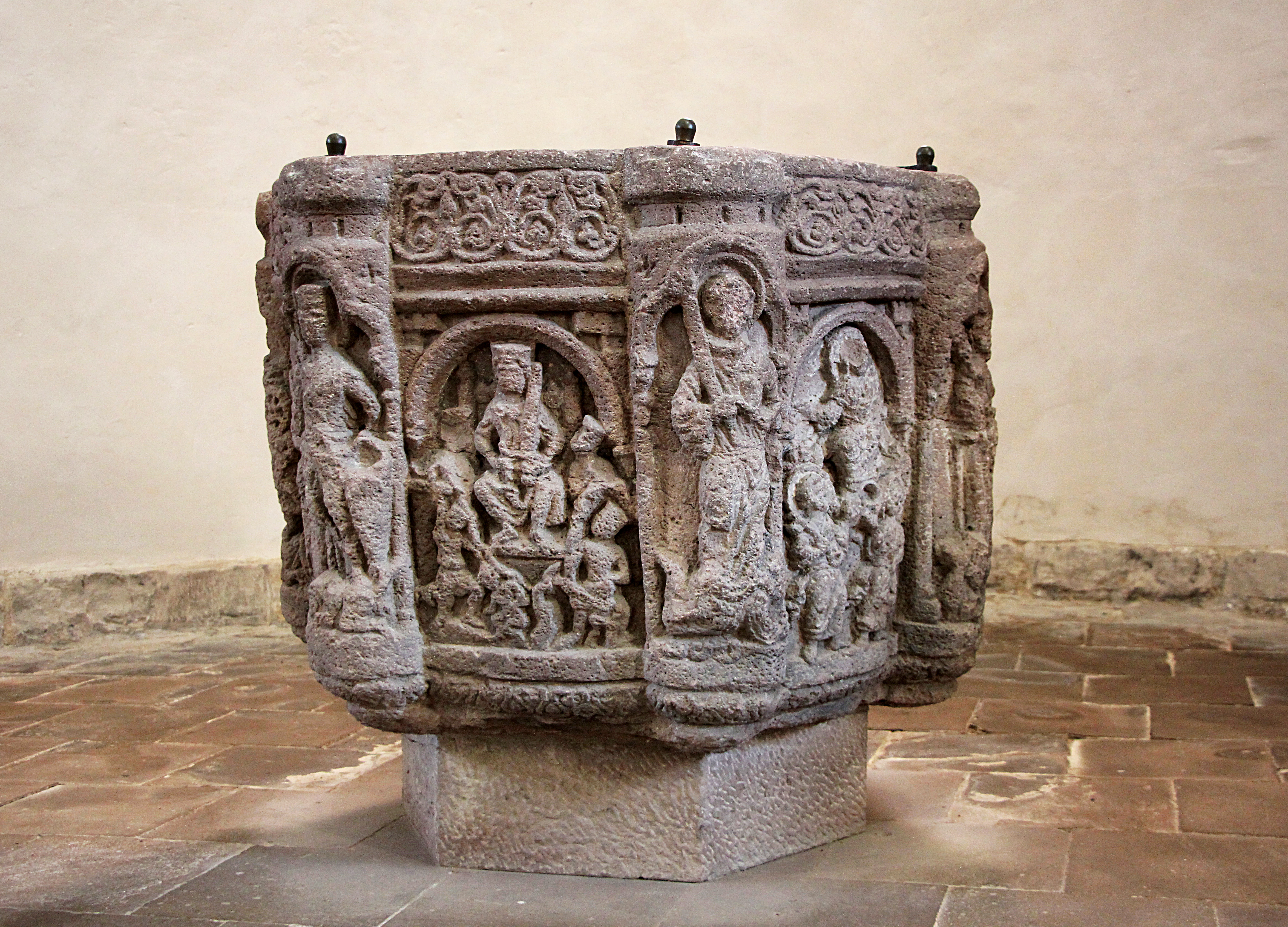
König Herodes

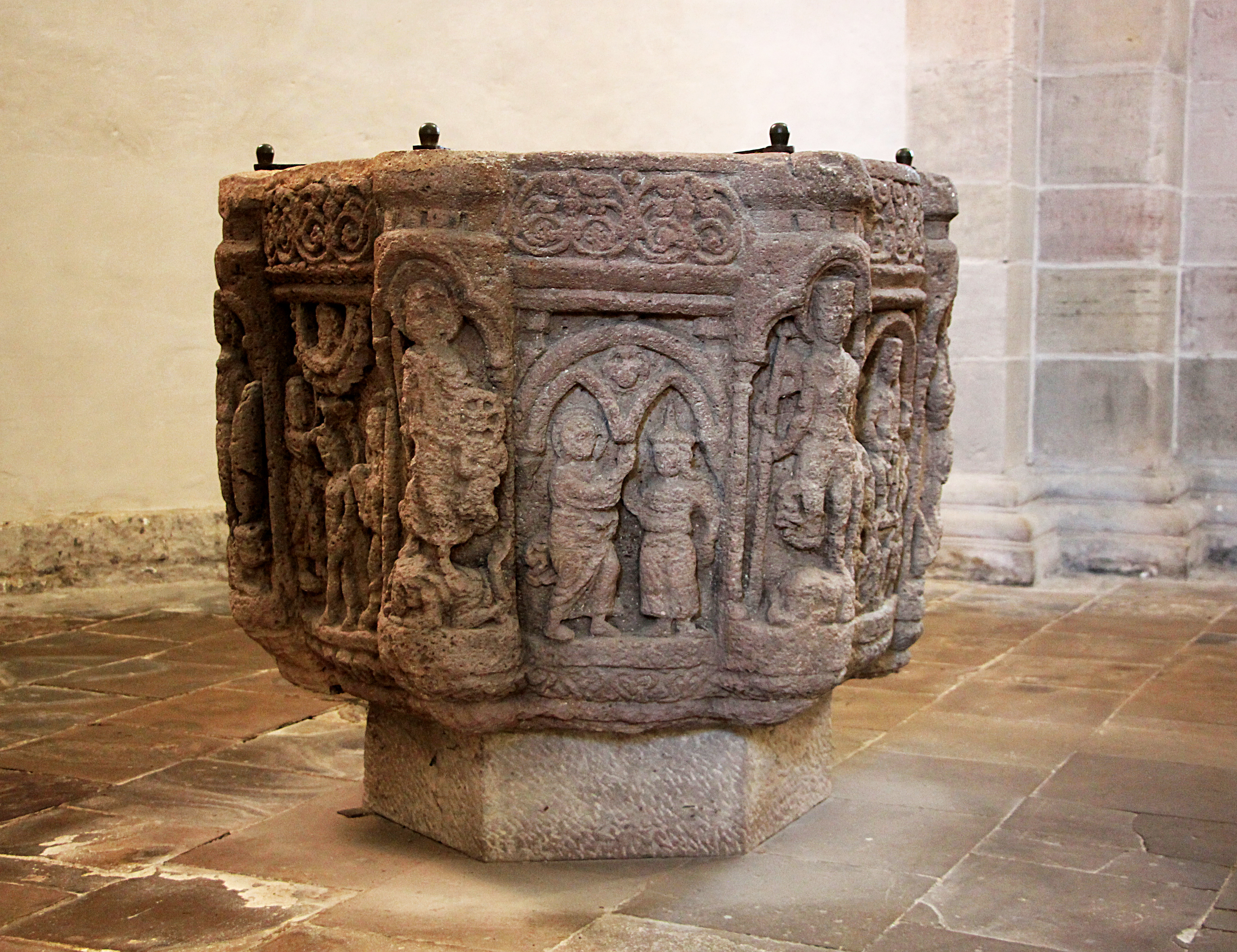
Jesus wendet sich einem Juden mit Spitzhut zu

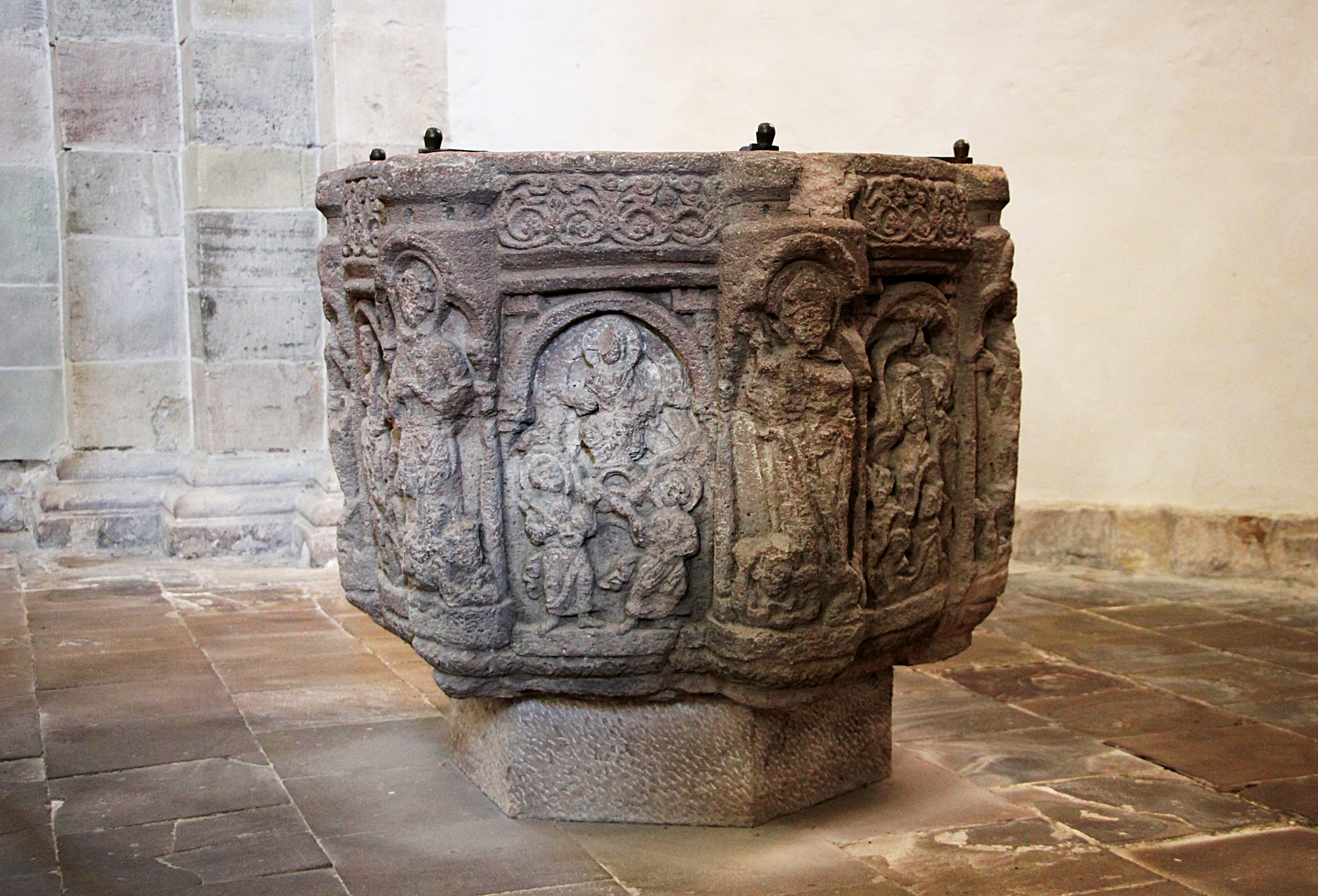
Christi Himmelfahrt

Der Taufstein der Klosterkirche Lippoldsberg in Lippoldsberg, einem Ortsteil der Gemeinde Wesertal im nordhessischen Landkreis Kassel, wurde um 1220 geschaffen.
Der Taufstein wird durch säulenartige Türmchen in sechs Felder gegliedert. Folgende Darstellungen (eine ist unkenntlich) sind zu sehen:
- Sintflut und Kindermord zu Bethlehem, dargestellt durch König Herodes
- Taufe Jesu
- Jesus mit Heiligenschein wendet sich einem Juden zu, der an dem mittelalterlichen Spitzhut zu erkennen ist.
- Christi Himmelfahrt